# Библијска енциклопедија
Библијска енциклопедија назив је дела протођакона Радомира Ракића, лектора Богословског факултета Српске православне цркве у Београду и предавача Новог завета на Духовној академији у Србињу (Фочи), као и званичног преводиоца Светог архијерејског синода у Српској патријаршији. Књига је 2004. године. Издавач је Духовна академија Св Василија Острошког иѕ Србиња (Фоча). Издата је у два тома.
Први том обухвата одреднице од слова А до слова Л, на укупно 586 страна (остало литература), а други том - 632 стране од слова Љ до Ш, енциклопедијског формата, двостубачно. Оба тома су снабдевена са по четири географске карте Палестине и древног света, док су кроз књиге донети дијаграми, графички прикази, скице и најнеопходније илустрације.
Дело је рађено по угледу на светске библијске енциклопедије. Коришћена је руска енциклопедија архимандрита Никифора с краја 19. века, која је поново штампана у Москви 1992. године. Од немачких дела коришћен је Библијски лексикон Франца Ринекера (Lexikon zur Bibel, Вупертал, седамнаесто издање1987), затим велики Брокхаусов 6-томни Библијски лексикон (Р. Brockhaus, Das grosse Bibellexikon). Од енглеских дела аутору је нарочито помогао Harper's Bible Dictionary (San Francisco 1985), као и илустрована енциклопедија (The Illustrated Bible Dictionary, Vols, 1-3, Лондон 1980). Коришћена су и друга енциклопедијска дела, лексикони, атласи, као и приручници уз Стари и Нови завет.
Структура одредница је следећа: назив, затим је у првој загради то исто исписано јеврејском графијом, да би у другој загради стајала латинична транслитерација - правилно читање и, најзад, превод речи на српски, донет курзивом. Овај превод је веома значајан, јер семитска имена и називи увек имају своје значење. Уколико је обрађена новозаветна личност или појам, у првој загради наводи се то име или појам на грчком језику, такође уз значење у наредној загради.
Уколико постоји више лица са истим именом, наведени су по тачкама, уз педантно цитирање места где се наведено име спомиње у Светом писму, а понекад је и више таквих референци (нпр. Захарија има у Библији 33). Код географских места изнети су подаци када и ко је вршио археолошка истраживања односне локације, резултати тих истраживања, и сл. Уколико то место више не постоји у Палестини (данашњи Израел и Јордан), описане су археолошке претпоставке где би га данас требало тражити.
Објашњене су личности и места које се наводе у девтероканонским књигама, на пример у књигама Макавејским или код Јездре, Товита и др. Код Макавејских књига коришћен је превод Преосвећеног Епископа Атанасија Јевтића (Требиње 1995). Поједине значајније библијске личности су обрађене веома опширно како би се могла стећи потпуна слика о њима (нпр. Мојсије, Исаија, Јеремија, Илија, Јован Крститељ, Матеј, Петар, Павле, Саул ...). Аутор пише и о ванбиблијским личностима или догађајима, или локацијама (нпр. Рас Шамра, Елба, Наг Хамади...), износи династије фараона, Селевкида, Птолемејаца и др.
Стари завет је навођен према Даничићевом преводу, а Нови завет према преводу Комисије Светог архијерејског синода Српске православне цркве из 1984. г. Понегде је истакнуто како су поједини појам превели Емилијан Чарнић или Вук Караџић. И што је било најтеже, савесно се наводе како поједина имена гласе у Библији на српском језику, а то читање одступа од масоретског читања (нпр. стоји Озило, а треба Узило). Иначе, аутор је свуда наводио одреднице према источном начину читања вите и ите, тзв. витацизам, па тако имамо: Витлејем а не Бетлехем, Хеврон а не Хеброн, Тавор а не Табор, Кесарија, а не Цезареја, Ириод а не Херод, Језекиљ а не Хезекиел итд.).
Издавач Библијске енциклопедије је Духовна академија Светог Василија Острошког (данас Богословски факултет) у Србињу - Фочи). Рецензент овог значајног дела за савремено српско библијско богословље је др Мирко Томасовић, ванредни професор при катедри Новога завета Духовне академије св. Василија Острошког у Србињу, док је стручни сарадник, посебно за јеврејски слог и његову транслитерацију, др Илија Томић, доцент на Богословском факултету Српске православне цркве у Београду.